# Rugby a 15 nel 2008
Il 2008 vede l'inizio delle qualificazioni per la Coppa del Mondo di rugby 2011 in Nuova Zelanda. Le qualificazioni, che riguardano le zone europea, asiatica, americana, africana e oceanica, si svolgono fino al 2010 e devono esprimere 8 squadre, in quanto 12 sono già qualificate (le 8 quartifinaliste della Coppa del Mondo di rugby 2007 più le terze classificate delle fasi a gironi).
Da segnalare il Grande Slam del Galles nel Sei Nazioni.

## Attività internazionale

### Tornei per nazioni
| Torneo                 | Vincitore           |
| Sei Nazioni            | Galles              |
| Tri Nations            | Nuova Zelanda       |
| Camp. Europeo          | Georgia             |
| Sudamericano A         | Argentina A         |
| Sudamericano B         | Brasile             |
| Coppa d'Africa         | vedi 2009           |
| Castle Beer Throphy    | non completato      |
| Campionato dei Caraibi | Trinidad e Tobago   |
| Asian Five Nations     | Giappone            |
| Churchill Cup          | Inghilterra A       |
| Pacific Nations Cup    | New Zealand Māori   |
| IRB Nations Cup 2008   | Sudafrica emergenti |
| Oceania Cup 2008       | Niue                |
| ---------------------- | ------------------- |

### Test di metà anno
Nel 2008, solo due squadre europee riescono a vincere all'emisfero sud. Sono la Scozia e l'Italia che superano l'Argentina in grande fase di rinnovamento.

## Test di fine anno
"Autumn International" è il modo con cui nell'emisfero nord si indica l'insieme delle tournée delle nazionali di rugby a 15 dell'emisfero nord in Europa nel mese di novembre.
La serie di incontri si è conclusa con il tradizionale 'final challenge' in cui i Barbarians hanno questa volta affrontato l'Australia nello stadio di Wembley (primo test match nel nuovo stadio).
In anticipo alla serie di incontri in Europa, un match aggiuntivo per la Bledisloe Cup si è disputato tra Nuova Zelanda ed Australia. Per la prima volta l'incontro si è svolto in campo neutro ad Hong Kong.
I test hanno avuto un ulteriore significato: in quanto l'International Rugby Board ha deciso per la prima volta di utilizzare il ranking mondiale al 1º dicembre 2008 per determinare i gironi della fase finale della Coppa del Mondo di rugby 2011

### Altri test
Al di fuori dei periodi canonici, si sono disputati molti test. Su tutti spiccano le sfide in agosto-settembre tra Sud Africa e Argentina e tra Nuova Zalnda e Samoa
| Arbitro: | Wayne Barnes |

| |           |                     |
| mete: Jacobs 31' Nokwe 34' Spies 42' Pietersen (2) 48', 76' du Preez 53' van Niekerk (2) 60' 62' du Plessis 70' trasf.: James (9) | Marcatori | c.p.: Contepomi (3) |

| Arbitro: | Stuart Dickinson |

| |           |                                          |
| mete: Muliaina (3) Smith (2) Kahui (2) Thomson Cowan Donald Williams Kahoe Teoava Weepu meta tecnica trasf.: Carter (6) Donald (7) | Marcatori | mete: Mai, Faosiliva trasf.: Mai, Warren |

| Monaco 23 febbraio 2008 | Monaco | 9 – 21 | Grecia |  |

| Vienna 15 marzo 2008 | Austria XV | 8 – 19 | Slovacchia |  |

| Hong Kong 5 aprile 2008 | Hong Kong | 12 – 25 | Tunisia |  |

| Klaipėda 12 aprile 2008 | Lettonia | 17 – 43 | Ungheria |  |

| Tunisi 12 aprile 2008 | Tunisia | 29 – 9 | Hong Kong |  |

| Bujumbura 6 maggio 2008 | Kibubu RFC | 24 – 56 | Burundi |  |

| Bujumbura 8 maggio 2008 | Kibubu RFC | 25 – 69 | Ruanda |  |

| San José 17 maggio 2008 | Costa Rica | 17 – 20 | Isole Cayman |  |

| Montevideo 22 maggio 2008 | Uruguay | 8 – 43 | Argentina A |  |

| Kampala 24 maggio 2008 | Uganda | 3 – 20 | Kenya |  |

| Lusaka 31 maggio 2008 | Zambia | 7 – 31 | Zimbabwe |  |

| Friendly 7 giugno 2008 | Tanzania | 16 – 15 | kenya A |  |

| Lautoka 7 giugno 2008 | Figi XV | 41 – 5 | Papua Nuova Guinea |  |

| Nairobi 16 agosto 2008 | Kenya | 39 – 20 | Uganda |  |

| Basilea 28 settembre 2008 | Svizzera | 28 – 19 | Germany U21 | (Alps Cup) |

| Praga 18 ottobre 2008 | Rep. Ceca | 47 – 0 | Croazia |  |

### I Barbarians
La selezione dei Barbarians ha disputato i seguenti incontri:
| Bedford 18 marzo 2008 | Bedford | 19 – 27 | Barbarians | Goldington Road |

| Bruxelles 24 maggio 2008 | Belgio XV | 10 – 84 | Barbarians | Stadio Re Baldovino |

| Gloucester 27 maggio 2008 | Irlanda XV | 39 – 14                                 | Barbarians | Kingsholm Stadium |
| \| \| \| \| \| mete: Bowe, Heaslip (2) Horgan (2) trasf.: Wallace (4) c.p.: Wallace (2) \| Marcatori \| mete: NewbyWannenburg trasf.: Hewat (2) \| |            |                                         |            |                   |
| |            |                                         |            |                   |
| mete: Bowe, Heaslip (2) Horgan (2) trasf.: Wallace (4) c.p.: Wallace (2)                                                                           | Marcatori  | mete: NewbyWannenburg trasf.: Hewat (2) |            |                   |

| Londra 1º giugno 2008 | Inghilterra XV | 17 – 14                                  | Barbarians | Twichenham |
| \| \| \| \| \| mete: Bowe, Heaslip (2) Horgan (2) trasf: Wallace (4) c.p.: Wallace (2) \| Marcatori \| mete: Newby, Wannenburg trasf: Hewat (2) \| |                |                                          |            |            |
| |                |                                          |            |            |
| mete: Bowe, Heaslip (2) Horgan (2) trasf: Wallace (4) c.p.: Wallace (2)                                                                            | Marcatori      | mete: Newby, Wannenburg trasf: Hewat (2) |            |            |

| Edimburgo 4 settembre 2008 | Edimburg Academicals | 0 – 43 | Barbarians | Raeburn Place |

| Plymouth 4 novembre 2008 | Combined Service | 14 – 33 | Barbarians |  |

| Londra 3 dicembre 2008 | Australia XV | 18 – 11 | Barbarians | Wembley Stadium |

## Competizioni internazionali di club
|  | Super 14               | Crusaders            |
|  | Heineken Cup           | Munster Rugby        |
|  | European Challenge Cup | Bath Rugby           |
|  | Celtic League          | Leinster Rugby       |
|  | North America 4        | Canada West          |
|  | Pacific Rugby Cup      | Tautahi Gold         |
|  | Yellow Sea Cup         | Shanghai Hairy Crabs |

## Competizioni nazionali

### Africa
| Sudafrica | Currie Cup | Natal Sharks |

### Americhe
| Argentina   | Nacional de Clubes    | San Isidro Club      |
|             | Interprovinciale      | Buenos Aires         |
|             | Camp. di Buenos Aires | Hindù                |
| Brasile     | Campionato            | São José Rugby Clube |
| Canada      | Super League          | Newfoundland Rock    |
| Stati Uniti | Superleague           | NYAC                 |

### Asia
| Giappone | All Japan  | Sanyo Wild Knights |
| Giappone | Top League | Suntory Sungoliath |
| Giappone | Coppa      | Suntory Sungoliath |

### Europa
| Inghilterra (bandiera) | Coppa Anglo-Gallese     | Ospreys                |
| Irlanda                | AIB League              | Cork Constitution      |
| Galles                 | Campionato              | Neath RFC              |
| Galles                 | Coppa                   | Neath RFC              |
| Inghilterra            | Campionato per Club     | London Wasps           |
| Inghilterra            | Campionato delle Contee | Yorkshire              |
| Francia                | Camopionato             | Clermont               |
| Italia                 | Coppa                   | Parma                  |
| Italia                 | Campionato              | Calvisano              |
| Scozia                 | Campionato              | Boroughmuir            |
| Belgio                 | Coppa                   |                        |
| Belgio                 | Elite League            |                        |
| Rep. Ceca              | KB Extra Liga           | Tatra Smíchov          |
| Rep. Ceca              | KB První Liga           | Bystrc                 |
| Rep. Ceca              | ČSRU Cup                | RC Přelouč             |
| Finlandia              | Campionato              | Warriors               |
| Georgia                | Campionato              | Locomotivi Tbilisi     |
| Georgia                | Coppa                   | Lelo Tbilisi           |
| Germania               | Bundesliga              | Francoforte 1880       |
| Germania               | DRV Pokal               | TSV Handschuhsheim     |
| Polonia                | Campionato              | AZS AWF Warszawa       |
| Portogallo             | Campionato              | CF Belenenses          |
| Portogallo             | Coppa                   | GD Direito             |
| Romania                | Campionato              | Dinamo Bucarest        |
| Russia                 | Campionato              | VVA-Podmoskovye Monino |
| Spagna                 | Spagna (Copa del Rey)   | CRC Madrid             |
| Spagna                 | Campionato              | El Salvador            |
| Svezia                 | Campionato              | Stockholm Exiles RFC   |

### Oceania
| Australia            | Nazionale per club     | Sydney University                    |
| Nuovo Galles del Sud | Shute Shield           | Sydney University                    |
| Queensland           | Premier Rugby          | Easts                                |
| A.C.T.               | ACTRU Premier Division | Queanbeyan                           |
| Figi                 | Colonial Cup           | Western Crusaders                    |
| Nuova Zelanda        | Air New Zealand Cup    | Canterbury                           |
| Nuova Zelanda        | Ranfurly Shield        | Auckland detentore sino sett. 2008   |
|                      |                        | Wellington detentore da 20 settembre |